# Love Who Loves You Back
Love Who Loves You Back – singel niemieckiego zespołu Tokio Hotel, wydany 26 września 2014 roku nakładem wytwórni fonograficznej Polydor Records. Singel został wydany w celach promujących album Kings of Suburbia.

## Teledysk
Teledysk został nakręcony w Los Angeles, a jego reżyserią zajął się Marc Klasfeld. W wideo wystąpiło ponad czterdzieści osób w tym modelki Playboya Shannon Williams, Kiera Smith, Courtlyn Cannan i inni. Premiera teledysku odbyła się 30 września na oficjalnym profilu zespołu na Facebooku, a dzień później na oficjalnym kanale YouTube.

## Listy utworów i formaty singla
- Digital download

| # | Tytuł                     | Długość |
| - | ------------------------- | ------- |
| 1 | "Love Who Loves You Back" | 3:49    |

## Notowania
| Lista (2014)                     | Najwyższa pozycja |
| -------------------------------- | ----------------- |
| Argentyna (Argentina Top 20)     | 1                 |
| Austria (Ö3 Austria Top 40)      | 39                |
| Francja (SNEP)                   | 88                |
| Niemcy (Media Control Charts)    | 38                |
| Szwajcaria (Schweizer Hitparade) | 65                |